# Harold W. Rusch
Harold Wendel Rusch (Wabeno (Wisconsin) bij Sheboygan, 14 oktober 1908 – Rhinelander, 23 augustus 1997) was een Amerikaans componist en muziekpedagoog. Voor bepaalde werken gebruikte hij ook het pseudoniem: Wendel Reese.

## Levensloop
Rusch studeerde aan de Universiteit van Wisconsin in Milwaukee en aan de Lawrence University in Appleton (Wisconsin). Hij maakte een carrière als muziekpedagoog aan verschillende middelbare scholen en High Schools in Wisconsin. Tot zijn composities tellen er meerdere pedagogische werken. Naast het schrijven van eigen werk, bewerkte hij ook klassieke werken voor harmonieorkest zoals bijvoorbeeld de ouverture tot de opera Nabucco, van Giuseppe Verdi.

## Composities

### Werken voor harmonieorkest
- 1949 Victory Chant
- 1955 Apostel Island Overture
- La Jardin Overture

### Pedagogische werken
- 1955 24 Arban-Klose-Concone Studies for Individual Study or Class Instruction
- 1961 22 studies for strings for individual or class instruction in unison or ensemble, van Christian Heinrich Hohmann (1811-1861), Franz Wohlfahrt (1833-1884) en Carl Henning (1807-1866) geadapteerd.
- (samen met: J. Frederick Müller): String Method Book voor alle strijkinstrumenten en alle moeilijkheidsgraden
- Belwin Band studies
- Hal Leonard Band Methods
- 25 Lazarus-Concone Studies